# Epitrachelion

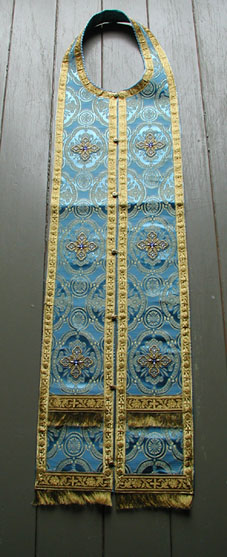
Ein Epitrachelion

Das Epitrachelion (griechisch ἐπιτραχήλιον, „um den Nacken“) ist ein liturgisches Kleidungsstück der Priester und Bischöfe Orthodoxer und Unierter Ostkirchen. Es ist das Symbol der Priesterschaft und entspricht der westlichen Stola.

## Aussehen
Das Epitrachelion ist ein breites Band, welches um den Hals getragen wird. Die beiden Enden hängen somit über beide Schultern an der Vorderseite gerade herunter und reichen fast zu den Fußknöcheln. Die beiden angrenzenden Seiten werden zusammengenäht oder -geknöpft, sodass es wie ein einziges breites Band aussieht. Meistens wird das Epitrachelion bereits so geschneidert, und nicht jedes Mal auf- und zugeknöpft. Manchmal ist der herabhängende Vorderteil sogar nur ein einziges Stück Stoff und besteht nicht aus zwei zusammengenähten Bändern.
Üblicherweise ist das Epitrachelion aus Brokatstoff gefertigt. Traditionell werden sieben Kreuze mit Verzierungen aufgenäht, eines im Nacken und drei auf jeder herabhängenden Seite. Es können anstatt der Kreuze auch Ikonen der zwölf Apostel angebracht sein. Es gibt sehr schlichte, aber auch überaus prunkvoll verzierte Exemplare.

## Verwendung
Der Priester trägt das Epitrachelion bei allen Amtshandlungen als Priester, nicht aber, wenn er z. B. nur an einem Gottesdienst teilnimmt. Wenn er für die Heilige Liturgie, eigtl. Göttliche Liturgie, voll bekleidet ist, trägt er das Epitrachelion über dem Sticharion, aber unter dem Zone und dem Phelonion. Wenn ein Priester nur an dem Gottesdienst teilnimmt, trägt er keine liturgische Kleidung, legt aber das Epitrachelion und meistens seine Epimanikien an, bevor er die Kommunion empfängt.
Ein Bischof trägt das Epitrachelion über dem Sticharion, jedoch unter dem Zone, dem Sakkos und dem Omophorion.
Die Diakone tragen anstatt des Epitrachelions das Orarion.
Das Syrisch-Orthodoxe Hamnikho, dt. „Halsband“, entspricht dem Epitrachelion.
Beim Anlegen spricht der Priester das Gebet:
„Gesegnet sei unser Gott, der über seine Priester die Gnade ausgießt wie edles Salböl auf dem Haupte, das herabfließt in den Bart, dem Barte Aarons, das träufelt noch auf seines Kleides Saum. Wie der Tau vom Hermon, der niedersinkt zum Berge Sion. All da verheißt der Herr den Segen und Leben bis in Ewigkeit.“